# PKZ
Pour les articles homonymes, voir PKZ (homonymie).
PKZ est un groupe suisse actif dans la confection, qui occupe 700 salariés dans 57 filiales. Outre l’enseigne PKZ (vêtements pour hommes), le groupe possède la chaîne Feldpausch (mode pour dames) et Blue Dog (mode pour jeunes).

## Histoire
En 1881, Paul Kehl fonde la première fabrique de vêtements suisse à Winterthour, sous le nom de PKZ (Paul Kehl Zurich). 
Dès 1908, la marque fait appel aux meilleurs graphistes pour élaborer des campagnes de publicité novatrices : Ludwig Hohlwein (1908-1914), Otto Baumberger (1917-1923), Charles Loupot (1921), Herbert Matter (1928), ou bien encore Peter Birkhäuser (1934).
En 1910, à la mort de Paul Kehl, la société est rebaptisée Paul Burger PKZ puis PKZ Burger-Kehl & Co. 
L’entreprise abandonne la confection de ses vêtements en 1974, se contentant de la distribution.
En 1994, le groupe créé la chaîne de mode jeune et tendance Blue Dog. Trois ans plus tard, il absorbe Feldpausch, fondé en 1927 à Bâle par Willy Feldpausch. Ces deux évènements induisent une croissance importante des ventes les années suivantes.
En 2024, PKZ ouvre un espace de vente pour hommes à Zurich dans des locaux rénovés.